# Gmina związkowa Otterberg
Gmina związkowa Otterberg (niem. Verbandsgemeinde Otterberg) – dawna gmina związkowa w Niemczech, w kraju związkowym Nadrenia-Palatynat, w powiecie Kaiserslautern. Siedziba gminy związkowej znajdowała się w mieście Otterberg. 1 lipca 2014 gmina związkowa została połączona z gminą związkową Otterbach tworząc nową gminę związkową Otterbach-Otterberg. 

## Podział administracyjny
Gmina związkowa zrzeszała pięć gmin, w tym jedną gminę miejską (Stadt) oraz cztery gminy wiejskie:
1. Heiligenmoschel
2. Niederkirchen
3. Otterberg
4. Schallodenbach
5. Schneckenhausen